# Corpo della gendarmeria dello Stato della Città del Vaticano
Il Corpo della Gendarmeria dello Stato della Città del Vaticano, informalmente Gendarmeria Vaticana, è un corpo di vigilanza, dipendente dal Governatorato dello Stato della Città del Vaticano, preposto a garantire l'ordine pubblico, nonché a svolgere le funzioni di intelligence, polizia giudiziaria e di vigilanza della circolazione stradale nel territorio dello Stato della Città del Vaticano e nelle sue numerose pertinenze extraterritoriali.

## La denominazione
Il Corpo della Gendarmeria ha cambiato denominazione diverse volte dalla sua fondazione. Fondato nel 1816 assunse la denominazione di Corpo dei Carabinieri Pontifici. Nel 1849, caduta la Repubblica Romana, Pio IX, di ritorno dall'esilio a Gaeta, riorganizzò i Corpi Armati, trasformando i Carabinieri in Reggimento dei Veliti Pontifici, Arma destinata a provvedere alla pubblica sicurezza, ma alla fine dello stesso anno denominò Corpo della Gendarmeria Pontificia, e passò alle dipendenze del Cardinale Segretario di Stato. La Gendarmeria continuò nella sua attività fino al 1970. In quell'anno Paolo VI, con Lettera del 14 settembre 1970, seguita dalla Legge n. LXVII del 15 dicembre, abolì tutti i Corpi Militari con l'eccezione della Guardia Svizzera Pontificia. La Gendarmeria si trasformò in un nuovo "Ufficio Centrale di Vigilanza", conservando tutte le funzioni stabilite dall'allora vigente regolamento approvato da papa Pio XII. La legge 25 marzo 1991, n. CLXVIII, a parziale modifica della legge 15 dicembre 1970, n. LXVIII, mutò nuovamente la denominazione dell'Ufficio in "Corpo di Vigilanza dello Stato della Città del Vaticano". Il 2 gennaio 2002, con legge n. CCCLXXIV, la Pontificia Commissione per lo Stato della Città del Vaticano ricostituì il corpo, riassumendo la prima denominazione, cioè Corpo della Gendarmeria dello Stato della Città del Vaticano.

## Storia

### Le origini
Gli esordi risalgono alla stessa origine del potere temporale del Papa, quando, dopo l'editto di Milano, l'imperatore Costantino assegnò a papa Melchiade e poi a papa Silvestro una scorta di militari armati per la difesa e il servizio d'onore dei pontefici. Fin dal 1378 gli elementi della Gendarmeria furono scelti tra la gioventù della Corsica, ritenuta particolarmente orgogliosa e coraggiosa. Essa attraversò tutto il Medioevo fino al pontificato di Eugenio IV (1431-1447), quando i gendarmi montavano permanentemente la guardia ai sacri palazzi agli ordini del Soldanus Curiae o Ministro di Polizia, oltre a svolgere anche la funzione di milizia urbana. Ma all'invasione napoleonica dello Stato Pontificio e all'esilio di Pio VI, tanti di loro passeranno al nemico, tanto che papa Pio VII li scomunicò.

### La nascita

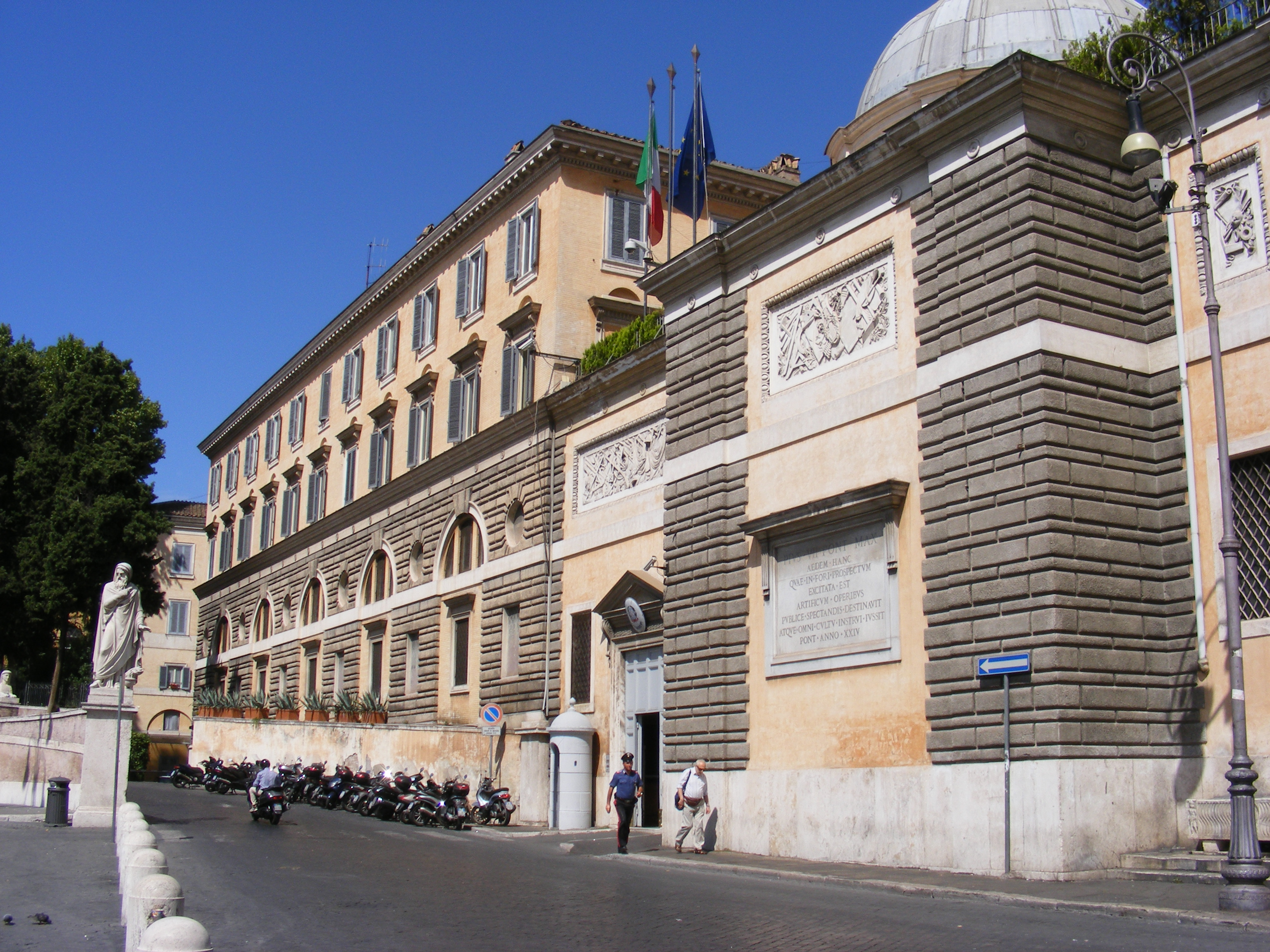
La caserma "Acqua" di piazza del Popolo, attuale sede del Comando legione carabinieri Lazio

Fondata nel 1816 con motu proprio del 14 luglio di papa Pio VII in seguito all'esigenza di unificare i corpi di polizia dello Stato Pontificio, appena ripristinato nel suo territorio dal Congresso di Vienna. Era dislocato in tutte le legazioni e delegazioni degli Stati papali con numerose caserme; ebbe a disposizione anche varie caserme nella città di Roma, tra cui quella ubicata in piazza del Popolo, fatta edificare dal sommo pontefice come sede del comando e delle dogane. La caserma, che vide l'acquartieramento dei Carabinieri Reali all'atto del loro ingresso a Roma, è oggi intitolata al luogotenente Giacomo Acqua e utilizzata dall'Arma dei Carabinieri.
Tale corpo, voluto dal segretario di Stato Ercole Consalvi, si ispirava ai corpi di carabinieri presenti in tutti gli eserciti moderni (XVIII e XIX secolo), così denominati perché armati appunto di carabina; le funzioni di polizia loro attribuite si ispiravano invece alla gendarmeria napoleonica, che era stata istituita in tutti gli Stati assoggettati alla Francia, a essa legati o comunque da essa influenzati. Dopo il Congresso di Vienna infatti si registra la sopravvivenza delle gendarmerie e del loro modello organizzativo in molti paesi (tra cui Austria, Grecia, Bulgaria e Romania), talora proprio con la denominazione di carabinieri.
In seguito ai fatti della Repubblica Romana, nel 1849 il Corpo dei Carabinieri venne sostituito per decreto di Pio IX da un reggimento di veliti pontifici, a cui vennero demandate le stesse funzioni dei carabinieri e che venne strutturato in 14 compagnie, che prendevano il nome dalle province in cui prestavano servizio. Sempre con decreto di Pio IX, alla fine dello stesso anno il corpo assunse la nuova denominazione di Gendarmeria pontificia. Secondo l'annuario militare pontificio del 1867 i gendarmi erano all'epoca inquadrati in una legione composta da 13 compagnie e uno squadrone a cavallo, sotto il comando del colonnello Pietro Bossi.

### Dall'unità d'Italia a oggi

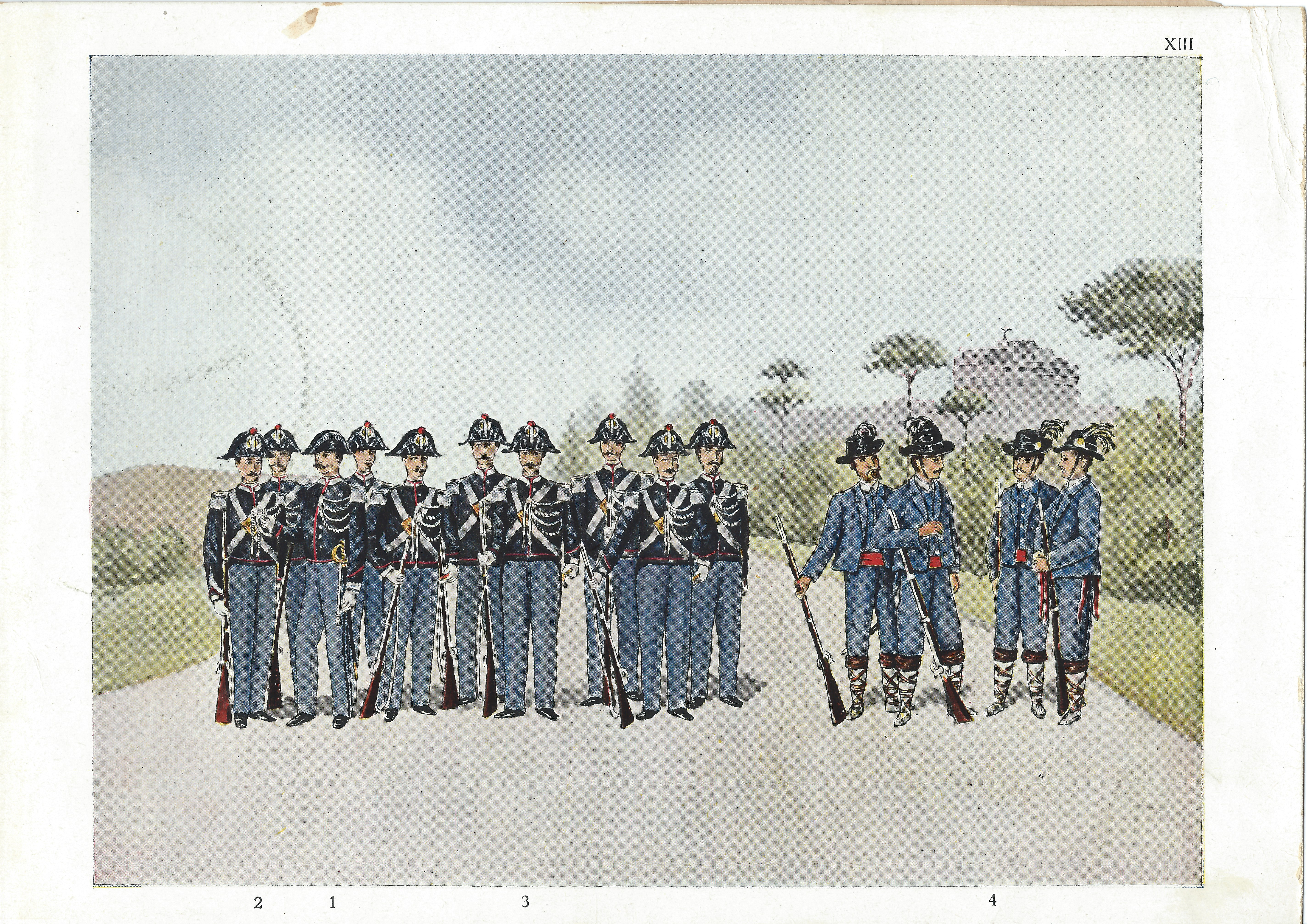
Divise storiche della gendarmeria pontificia: 1 tenente, 2 brigadiere, 3 gendarmi e 4 squadriglieri

La Gendarmeria assunse molta importanza nel garantire la stabilità dello Stato e partecipò intensamente anche a tutte le battaglie per contrastare l'avanzata delle truppe savoiarde che, pian piano, invasero l'intero Stato della Chiesa, fino alla presa di Roma, nel 1870, proclamata poi capitale del Regno d'Italia. Il Papa si ritirò in Vaticano e un piccolo nucleo di Gendarmi composto da circa 100 unità continuò a esercitare fedelmente all'interno delle Mura leonine, cioè in Palazzo e nei Giardini Vaticani il proprio servizio di sicurezza e di difesa fino al 1929. Alcuni ex gendarmi pontifici confluirono nel Corpo dei Carabinieri reali di Vittorio Emanuele II, cui di fatto era affidata l'estensione della nuova autorità di governo unitario e la nazionalizzazione vera e propria dei territori degli Stati pre-unitari man mano che venivano inglobati nel Regno d'Italia.
In seguito alla firma dei Patti lateranensi del 1929, e alla costituzione dello Stato della Città del Vaticano, la gendarmeria pontificia registrò un incremento di personale e fu posta alle dipendenze del Governatorato della Città del Vaticano.
La Gendarmeria continuò le sue funzioni fino al 1970 quando la legge n. LXVII del 15 dicembre, sancì la fine della vocazione militare del corpo, per trasformarlo nel corpo di polizia dello Stato, conservando di fatto tutte le prerogative stabilite dall'allora vigente regolamento approvato da papa Pio XII, che così recitava all'articolo 1: "Il Corpo della Gendarmeria vigila sulla Sacra ed Augusta persona del Sommo Pontefice. Ha altresì i compiti di difendere il territorio dello Stato della Città del Vaticano, di esercitarvi le funzioni inerenti al servizio di polizia, ordine interno e di sicurezza e di farvi osservare le leggi dello Stato, i regolamenti, le ordinanze delle pubbliche Autorità. Presta inoltre servizio d'onore". L'attentato a Giovanni Paolo II gettò luce sulla necessità di riformare il Corpo, che riassumerà l'antica denominazione e funzioni nel 2002.
Il 29 settembre 2011, in occasione della festa del Corpo della Gendarmeria, il principe S.E. Sforza Marescotti Ruspoli di Cerveteri ha riconsegnato la bandiera dello Stato Pontificio messa in salvo dalla antenata Cristina Marescotti Ruspoli: i piemontesi si aprirono infatti il varco attraverso il giardino della villa abitata da Napoleone-Carlo Bonaparte e sua moglie, detta Cristina. È qui che si svolse la battaglia finale, nella quale morirono 19 zuavi. La bandiera, crivellata di colpi, fu raccolta e messa in salvo dalla principessa e fino a quel momento conservata dai Ruspoli. La cerimonia militare si è svolta nel piazzale del governatorato dello Stato della Città del Vaticano alla presenza del cardinale segretario di Stato Tarcisio Bertone.
Nel 2016, in occasione dei 200 anni dalla fondazione, si sono svolte varie manifestazioni militari e civili. Ciò ha dato l'impulso per una ricerca storica più approfondita.  il 2 giugno 2016, a disegno di Daniela Longo, la zecca ha emesso una moneta commemorativa per il "Bicentenario del Corpo della Gendarmeria Città del Vaticano".

## Servizi

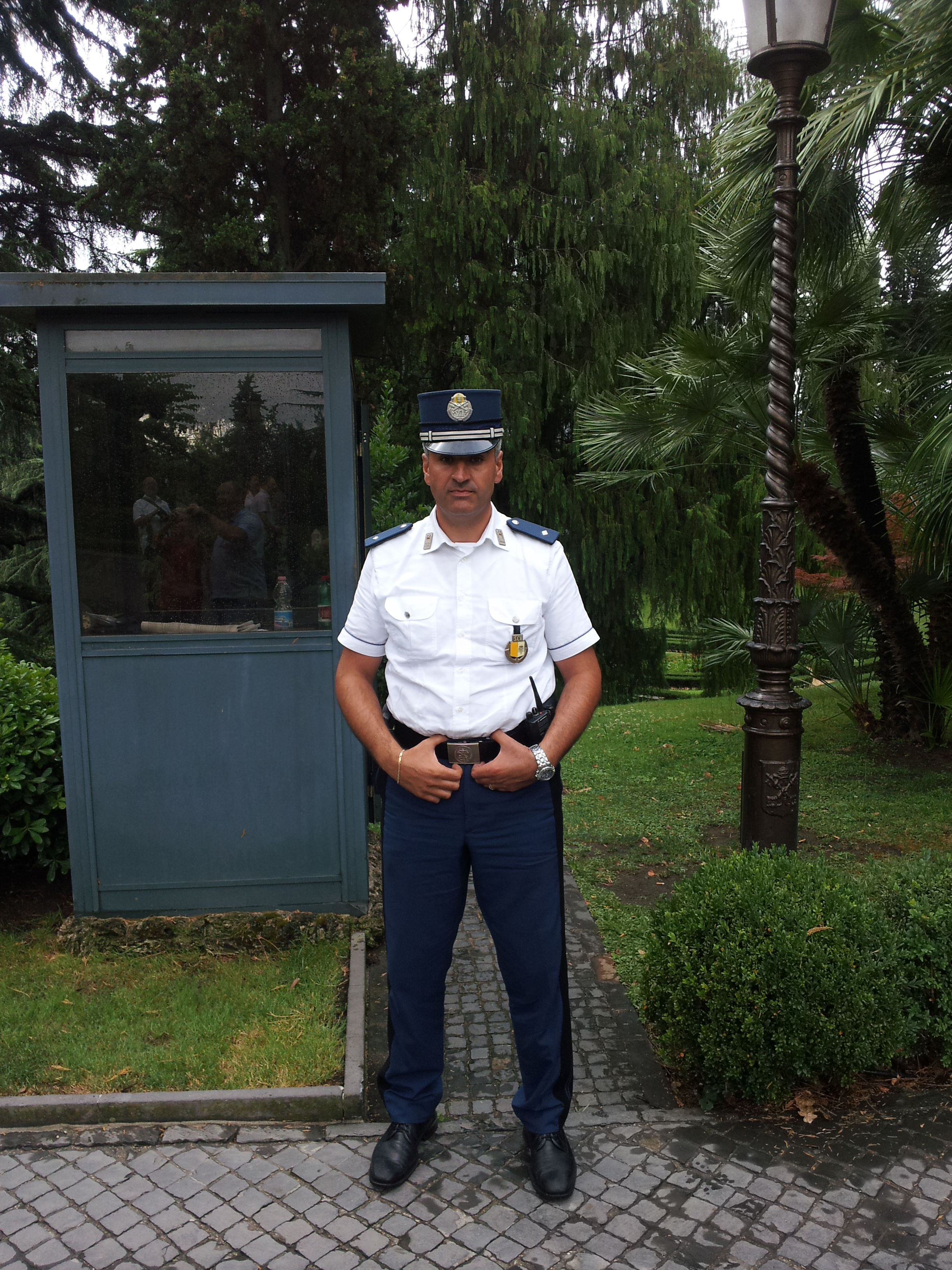
Gendarme della Città del Vaticano di guardia nei Giardini Vaticani

Durante l'esistenza dello Stato Pontificio, i carabinieri avevano compiti di polizia, e in particolare curavano il mantenimento dell'ordine pubblico, l'esecuzione delle leggi e assicuravano una vigilanza continua e repressiva sia del brigantaggio sia delle attività insurrezionali, nell'interno dello Stato nonché vigilavano sull'incolumità del Pontefice.
Oggi la Gendarmeria Vaticana è polizia giudiziaria, svolge attività di intelligence, si occupa della sicurezza personale del Papa e dell'intero Stato del Vaticano. Scopo del Corpo è garantire l'ordine pubblico ed è responsabile della circolazione stradale nel territorio vaticano e nelle pertinenze extraterritoriali. Inoltre è quello di collaborare con la guardia svizzera per la sicurezza del pontefice e per lo svolgimento degli eventi pubblici.
Nel 2000, in vista del Giubileo, il corpo di vigilanza è stato dotato di una nuova sala operativa di controllo, centro di coordinamento dei soccorsi per le emergenze sul territorio, attrezzato con impianti di allarme e di videosorveglianza di ultima generazione. Costituisce un presidio permanente e continuativo: il comando è operativo 24 ore su 24 per i 365 giorni dell'anno e dispone di strumenti tecnologici e informatici per analizzare e valutare in tempo reale le informazioni raccolte dalle reti di monitoraggio.

### Banda musicale del Corpo della Gendarmeria
Nel mese di ottobre dell'anno 2007, per decisione del Comandante del Corpo della Gendarmeria, con il benestare dell'Em.mo Cardinale Presidente del Governatorato venne rifondata la banda musicale del Corpo della gendarmeria. La Banda del Corpo della Gendarmeria riprende i compiti e le funzioni di rappresentanza propri della Banda della Gendarmeria Pontificia. Quest'ultima, nata nel luglio del 1851, era a quel tempo particolarmente rinomata provenendo dal Corpo dei Veliti Pontifici, dove l'organizzazione musicale era stata notevolmente curata.
La banda si compone di circa 100 musicisti diplomati, volontari e provenienti dai corpi bandistici militari italiani, e utilizza abitualmente l'aula Paolo VI per le prove dei propri concerti. Essa è particolarmente apprezzata per la varietà del suo repertorio e per la precisione formale delle sue esecuzioni, si esibisce in numerose occasioni in Vaticano, nelle zone extraterritoriali e in Italia riscuotendo un enorme successo e suscitando grande ammirazione per le sue impeccabili interpretazioni.
Da non confondersi con l'altra banda musicale attiva presso lo Stato del Vaticano denominata appunto Banda dello Stato della Città del Vaticano, già Banda della Guardia Palatina d'Onore, fondata nel 1859.

## Personale
La struttura è costituita gerarchicamente e consta di 130 uomini. Negli anni venti la Gendarmeria contava 182 componenti ovvero: un colonnello comandante, un maggiore, due tenenti, un sottotenente aiutante, un cappellano-capitano, tre marescialli (capo, di sezione e d'alloggio), sei brigadieri, otto vicebrigadieri, dieci appuntati e 150 gendarmi.
Con la trasformazione del 1970 venne garantita la sicurezza lavorativa per tutti i suoi componenti. A quella data l'organico era di otto ufficiali e 150 uomini, tra sottufficiali e truppa. A partire dal 2019, l'ispettore generale, che ha rango di generale, è Gianluca Gauzzi Broccoletti, che ha sostituito Domenico Giani.
A seguito della riforma del regolamento promulgata dal decreto del 18 settembre 2008, n. 476431, i ruoli sono stati portati a tre mentre i gradi sono dodici:
- ruolo Ufficiali: con i gradi di vicecommissario, commissario, primo dirigente, dirigente superiore (ufficiali); dirigente generale, ispettore generale (ufficiali generali).
- ruolo Sottoufficiali: con i gradi di vicebrigadiere, brigadiere (sottoufficiali); viceispettore, ispettore (sottoufficiali superiori).
- ruolo Truppa: con i gradi di allievo e gendarme.

Possono ambire all'arruolamento nel corpo della gendarmeria i soggetti di cittadinanza italiana o vaticana, sesso maschile, celibi, con diploma di scuola media superiore, di età compresa tra i 21 e i 24 anni compiuti, e di altezza non inferiore a 1,80 m, oltre all'idoneità psicofisica alle mansioni da svolgere e all'uso delle armi è necessario professare e praticare la fede cattolica: tale caratteristica dovrà essere comprovata da una lettera di presentazione del proprio parroco o di un prelato, che assicuri una seria conoscenza, anche religiosa, dell'interessato.
Il Comandante Ispettore Generale e gli Ufficiali sono Gentiluomini di Sua Santità durante munere, godendo della cittadinanza vaticana.

## Uniformi

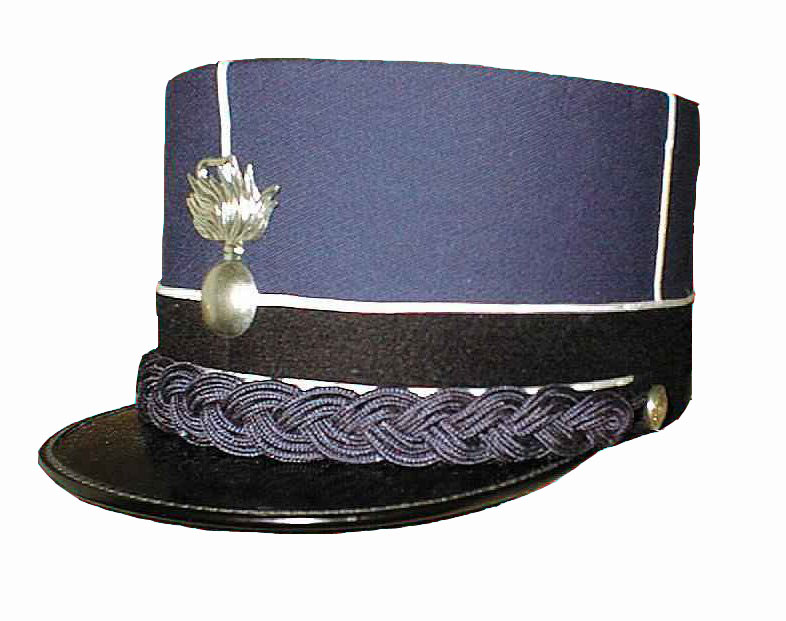
Chepì della Gendarmeria modello del 1970 circa

### Storiche
Prima del 1970, i 180 gendarmi pontifici indossavano elaborate uniformi cerimoniali di foggia ottocentesca. Questi includevano berrettoni di pelo d'orso con piume rosse, marsina nera e controspalline con frange bianche, calzoni di pelle di daino bianchi e stivali da equitazione alti fino al ginocchio. Le uniformi di servizio comprendevano bicorni e pantaloni blu.
Mostre di uniformi, distintivi e bandiere del corpo sono custodite nel Museo storico vaticano presso il palazzo del Laterano, nel Museo nazionale di Castel Sant'Angelo e nel Museo di storia del Risorgimento di piazza Venezia.
L'attuale uniforme indossata dalla Banda Musicale del Corpo della Gendarmeria è molto simile alla precedente conservando infatti la foggia ottocentesca, il copricapo utilizzato è il chepì con pennacchio nero.

### Attuali

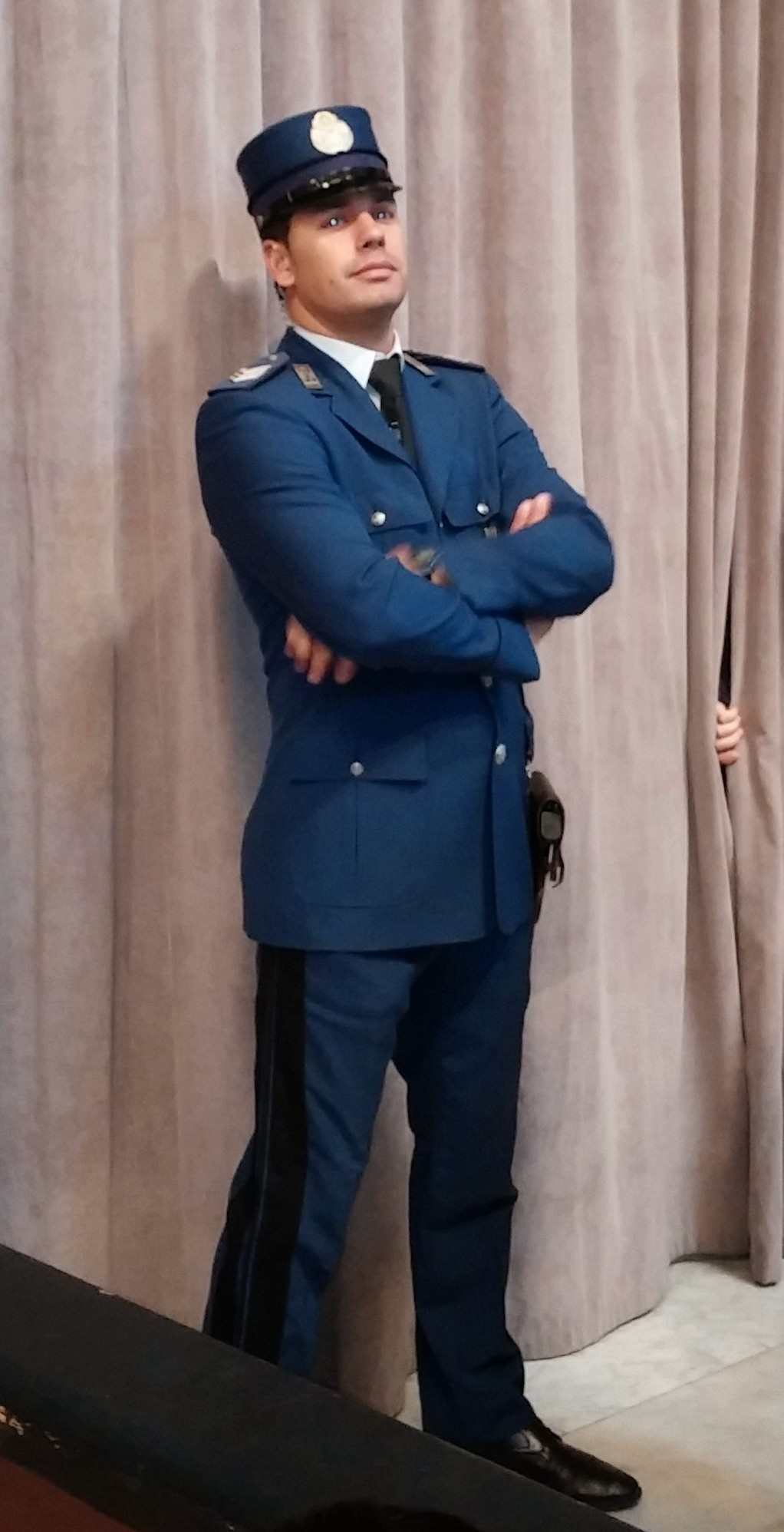
Uniforme di servizio della Gendarmeria

Gli attuali gendarmi della Città del Vaticano indossano moderne uniformi blu scuro. Esse si distinguono per le diverse occasioni e stagioni, tuttavia, il grado, le insegne e le decorazioni non corrispondono a uniformi diverse. L'alta uniforme prevede guanti bianchi, chepì e mantello.

## Dotazione
La gendarmeria è equipaggiata con armi al fine di garantire la sicurezza dei confini della Città del Vaticano.
La pistola Glock 17 semi-automatica con munizioni 9 × 19 mm Parabellum è l'arma standard.
Sono in dotazione anche altre armi sebbene saltuariamente utilizzate:
- la Beretta M12
- lo Heckler & Koch MP5, mitra, usato anche dal Nucleo operativo centrale di sicurezza della Polizia di Stato.

Contro possibili disordini, vengono forniti con manganelli, taser, spray al peperoncino e gas lacrimogeni. Il Gruppo d'Intervento Rapido (GIR) ha in dotazione la carabina Carbon 15 e il fucile Heckler & Koch FABARM FP6. Nel giugno 2018, è stato riferito che la gendarmeria avrebbe aggiunto i taser al loro arsenale.
Le spade sono impiegate per uso cerimoniale.
La Gendarmeria vaticana utilizza varie autovetture per il trasporto del personale e per i servizi di scorta, molte delle quali prive di una livrea o di simboli identificativi; si tratta dunque di una sorta di auto blu.
Nel 2010, in occasione di una donazione di mezzi da parte della Ducati, è stata creata una livrea specifica giallo-bianca che riprende i colori della bandiera vaticana. In seguito, nel 2012 le donazioni di una Fiat Bravo e di una Renault Kangoo elettrica hanno portato all'esordio di una livrea blu con banda bianco-oro, inizialmente con la scritta "Gendarmeria Vaticana" poi modificata semplicemente in "Gendarmeria".

### Mezzi
- 2 motociclette Ducati (targhe: SCV064 & SCV065)
- 2 motociclette Harley-Davidson Road King[23] (targhe: SCV0176 & SCV0177)
- 2 automobili elettriche Volkswagen up!
- 1 automobile Fiat Bravo
- 2 automobili Smart Fortwo[24]
- 1 automobile elettrica Renault Kangoo Maxi ZE[25]
- 4 veicoli elettrici Melex 343 [26]

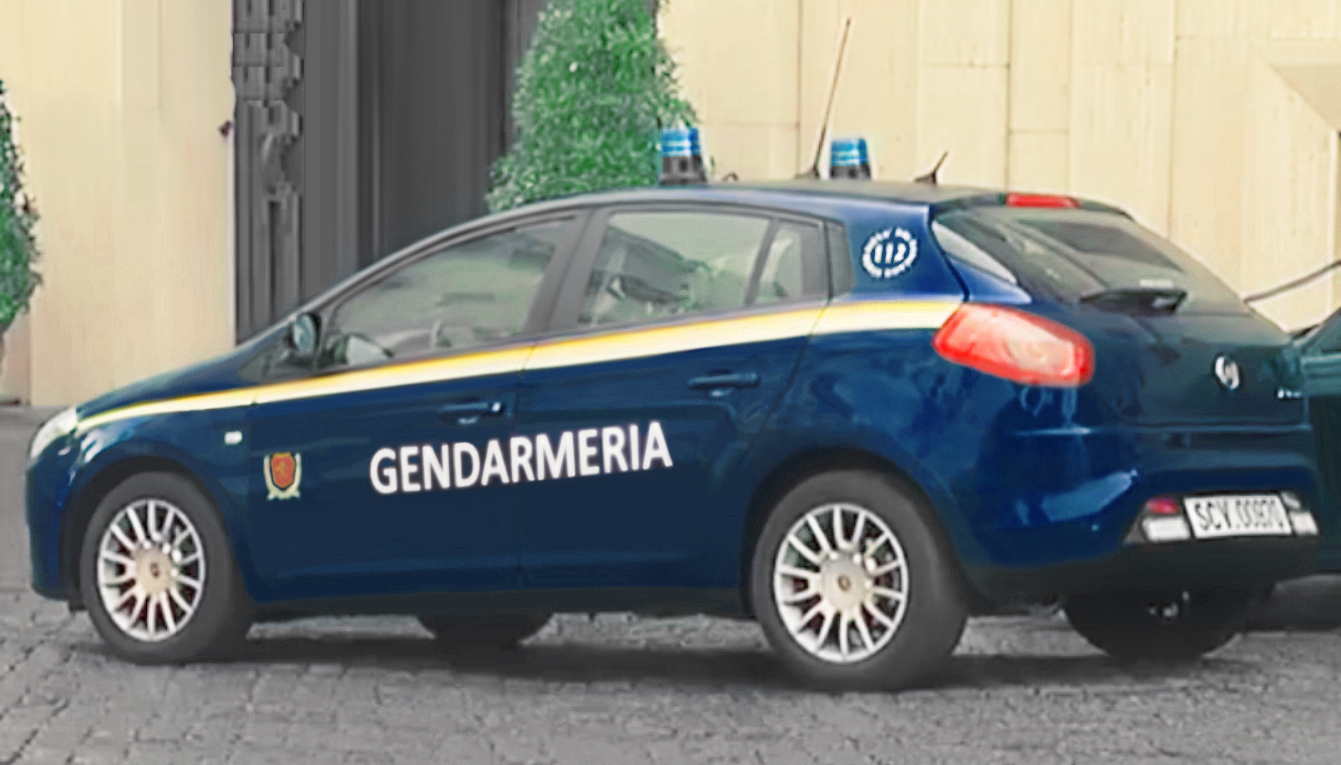
Una Fiat Bravo della Gendarmeria nella caratteristica livrea

Tutti questi veicoli sono registrati nello Stato della Città del Vaticano con targa 'SCV' (che connota i mezzi di Stato, laddove i civili usano 'CV') a precedere il numero di immatricolazione.

## Comandanti
| Ritratto | Nominativo                  | Mandato          |
| -------- | --------------------------- | ---------------- |
|          | Arcangelo De Mandato        | 1922 - 1942      |
|          | Adolfo Soleti               | 1942 - 1944      |
|          | Mario Pericoli              | 1944 - 1947      |
|          | Mario Pericoli              | 1947 - 1958      |
|          | Francesco Saverio Bernado   | 1959 - 1961      |
|          | Spartaco Angelini           | 1961 - 1971      |
|          | Camillo Cibin               | 1972 - 2006      |
|          | Domenico Giani              | 2006 - 2019      |
|          | Gianluca Gauzzi Broccoletti | 2019 - in carica |